# Oxyothespis nilotica arabica
Oxyothespis nilotica arabica es una subespecie de mantis de la familia Mantidae.

## Distribución geográfica
Se encuentra en Yemen y Arabia Saudita.